# Retnje
Retnje so naselje v Občini Tržič.